# Військовий округ Кашау

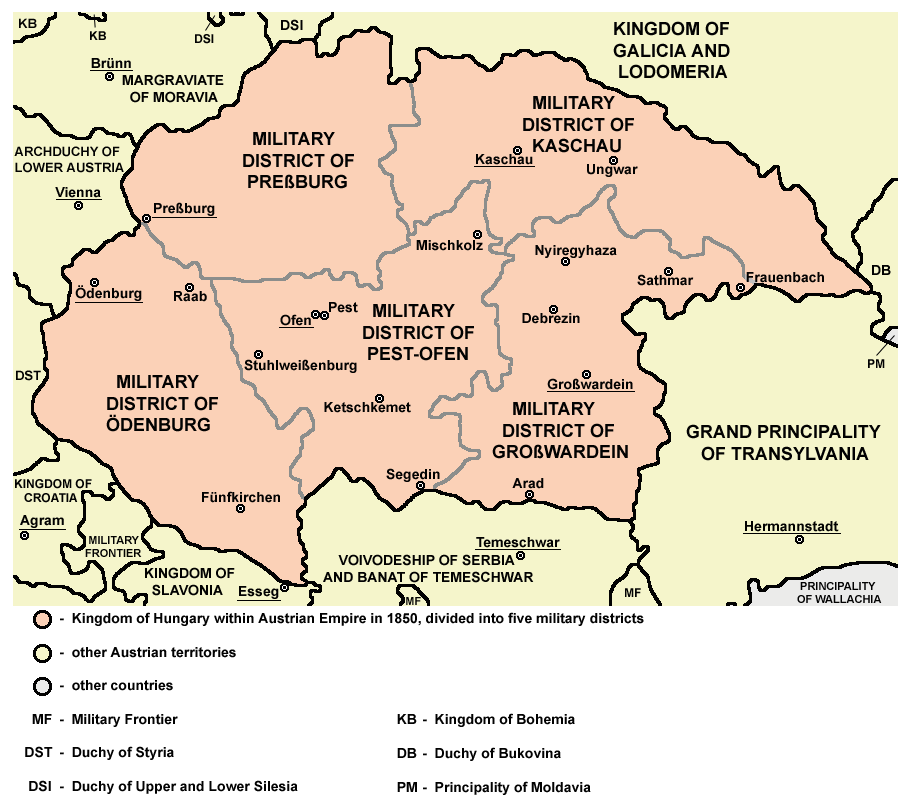
Угорське королівство в 1850 році

Військовий округ Кашау була однією з адміністративних одиниць Габсбурзького Королівства Угорщини з 1850 по 1860 рік.  Центром округу були Кошиці (Касса, Кассовія, нім. Kaschau / Кашау).  Він включав частини сучасних Словаччини, Угорщини та України. 